# CS-210
De CS-210 (Carretera Secundaria 210) is een secundaire weg in Andorra. De weg verbindt Encamp via Vila met de Collada de Beixalís en is ongeveer zeven kilometer lang.
De weg is onderdeel van de route tussen Encamp en La Massana